# Розенфельд, Ави
Ави Розенфельд (ивр. אבי רוזנפלד‎, род. 26 декабря 1974) — офицер Армии обороны Израиля в звании бригадного генерала, командир дивизии Газа. До этого он служил командиром дивизии «Ха-Базак», командиром бригады «Бисламах», командиром северной бригады в секторе Газа, командиром дивизии «Ха-Шарон», командиром отряда «Шальдаг» и командиром бригады «Нахаль».

## Биография
Розенфельд родился и вырос в кибуце Эйн-ха-Шофет. В юности учился в кибуце и в районной средней школе «Эфраимские горы». Он поступил на службу в АОИ в ноябре 1993 года, был направлен в бригаду Нахаль и принят в спецназ Нахаль. Прошёл курсы подготовки бойцов, курсы снайперов пехоты и курсы офицеров пехоты. По окончании курсов вернулся в спецназ и был назначен командиром взвода «Март 95», после чего служил командиром взвода бойцов в спецназе, принимал участие в боевых действиях на юге Ливана. В начале 1998 года, прослужив более 4 лет, был демобилизован из ЦАХАЛа, а через полтора года в середине 1999 года вернулся на постоянную службу и был назначен командиром роты бригады «Нахаль» и руководил ею в боях на юге Ливана, во время ухода из Ливана и в начале второй интифады. Позже он перешёл служить в отряд «Шальдаг». После этого он был назначен командиром взвода бойцов в бригаде и руководил её оперативной деятельностью на различных участках боевых действий и во время Второй Ливанской войны. Позже он занимал должность заместителя командира бригады. После этого пошёл учиться в Межвойсковой колледж полевого и штабного командного состава.
В 2010 году получил звание подполковника и был назначен начальником пехотного отделения в центре огневой подготовки в Мали, и служил на этой должности до 2011 года. После этого он вернулся в бригаду Нахаль и был назначен командиром 934-го батальона в 2011-2012 годах. Далее он был назначен командиром подразделения «Шальдаг» в период с 2012 по 2015 год и руководил подразделением, среди прочего, во время операций «Облачный столп», «Возвращение братьев» и «Нерушимая скала», а также во время Кампании между войнами. В августе 2015 года был повышен до звания полковника и назначен командующим бригады «Ха-Шарон», и он занимал эту должность до 22 июня 2017 года. 20 июля 2017 года назначен командиром северной бригады в секторе Газа, и занимал эту должность до 23 мая 2019 года. 15 августа 2019 года он был назначен командиром бригады «Бисламах» и занимал эту должность до 25 августа 2020 года. 20 августа 2020 года ему было присвоено звание бригадного генерала, а 10 сентября он вступил в должность командира дивизии Идан. 15 сентября дивизия была расформирована, а на её месте было создана дивизия Ха-Базак под командованием Розенфельда. Он занимал эту должность до 11 августа 2022 года. 15 августа 2022 года назначен командиром дивизии «Газа».

## Личная жизнь
Розенфельд женат на Талии и у него есть четверо детей. Имеет степень бакалавра права Междисциплинарного центра Герцлии и степень магистра политических наук Хайфского университета. Он также является выпускником программы высшего лидерства Фонда Векснера.